# Зарово
За̀рово (на гръцки: Νικόπολη, Никополи, катаревуса: Νικόπολις, Никополис, до 1927 година Ζάροβα, Зарова) е село в Гърция, част от дем Лъгадина (Лангадас), в област Централна Македония.

## География
Селото е разположено в западните поли на Богданската планина (Вертискос) на около 30 километра североизточно от Солун над прохода между Богданската планина и Карадаг (Мавровуни).

## История

### В Османската империя
През XIX век Зарово е чисто българско село, числящо се към Лъгадинската каза. През 1872 година голямото мнозинство от селото преминава под ведомството на Българската екзархия. От март същата година в Зарово е разкрито новобългарско училище с първи учител отец Агапий Войнов, а гръцкият език в църковните служби е заменен с български. В 1875 – 1877 година учител в Зарово е Димитър Мавродиев. В „Етнография на вилаетите Адрианопол, Монастир и Салоника“, издадена в Константинопол в 1878 година и отразяваща статистиката на населението от 1873 Сарово (Sarovo) е показано като село с 212 домакинства и 945 жители българи. В учебните 1881 – 1882 и 1882 – 1883 Българската екзархия издържа учител в Зарово.
В 1881 година иконата на Кирил и Методий в църквата „Свети Илия“ в селото е изписана от известния български зограф Кръстьо Николов.
Към 1900 година според статистиката на Васил Кънчов („Македония. Етнография и статистика“) в селото живеят 1500 души българи-християни.
В началото на века селото е под върховенството на Българската екзархия. По данни на секретаря на екзархията Димитър Мишев („La Macédoine et sa Population Chrétienne“) в 1905 година в Зарово (Zarovo) има 1896 жители българи екзархисти.
В българското училище в селото според училищния инспектор на Солунската епархия Евтим Спространов преподава Ангел Кирков от самото Зарово, Димитър Атанасов от Кукуш, който след смъртта си е заменен от Атанас Петров от Градобор и Мария Петрова от Юнчии. Според Анастасия Каракасиду в края на османското владичество Зарова е предимно „славяноезично“ селище.
При избухването на Балканската война в 1912 година 26 души от Зарово са доброволци в Македоно-одринското опълчение. През войната в селото влиза четата на Михаил Думбалаков, която заедно с 40 души местна милиция отблъсква, настъпваща от Солун турска войска.
Думбалаков пише:
| „ | След Негован, селата Зарово и Висока ни устройват бляскаво посрещане... Селяните от Висока знаят как да посрещат гости като нас. Всичко се е превърнало на почит и услуга. Използваме безкрайно радушния прием... | “ |

Кмет на селото става Коновчиев, а български свещеник е Ангел Д. Канелов. На 2 април гръцките власти заплашват заровци да се изселят и те пращат телеграма до цар Фердинанд, в която пише:
| „ | Едничкото село в Лъгадинската околия Зарово, което в продължение на 40 години води ожесточена борба с гърците, сега те със свои агенти дават тридневен срок за изселване на българска територия. | “ |

### В Гърция
В 1913 година по време на Междусъюзническата война Зарово е разорено и опожарено от гърците, а голяма част от местните българи се спасяват в България. Според сведения на Антон Попстоилов от началото на 1923 година, бежанците от Зарово се установяват в Белица, Мелнишко (56 семейства), Крупник, Горноджумайско (54 семейства), Горна Джумая (50 семейства), София (5 семейства), Пловдив (5 семейства), Татар Пазарджик (3 – 4 семейства), Враца (2 семейства) и на други места. Боривое Милоевич пише в 1921 година („Южна Македония“), че Жарово (Жарово) има 100 къщи „славяни християни“.
На мястото на изселените българи през 20-те години са заселени понтийски гърци бежанци от селата Ескьоне, Хаджикьой, Каилика, Мондолас, Аладжахан в околностите на Шебинкарахисар. В 1927 година селото е прекръстено на Никополи – гръцкото име на град Шебинкарахисар. Според преброяването от 1928 година Зарово е смесено местно-бежанско село с 89 бежански семейства с 330 души.
Население
- 2001 – 315 жители
- 2011 – 134 жители

## Личности
Родени в Зарово
- Александър Коюмджиев, български учител и революционер, деец на ВМОРО, четник на войводата Христо Чернопеев, убит в Малешевската планина
- Ангел Джиков, македоно-одрински опълченец, четата на Михаил Думбалаков, Сборна партизанска рота на МОО[18]
- Ангел Кирков (1896 – 1923), български комунист
- Ангел Константинов (1834 – 1915), български църковен деец
- Благой Попгеоргиев Плянгов, български офицер, участвал в Балканската, Междусъюзническата и Първата световна война[19]
- Георги Запрянов, македоно-одрински опълченец, четата на Михаил Думбалаков[20]
- Георги Рупов, български революционер от ВМОРО, четник на Михаил Думбалаков[21]
- Гаврил Гаврилов (1882 – ?), български просветен деец и военен лекар
- Епифаний Зографски, български духовник, йеромонах, македоно-одрински опълченец[22]
- Иван Делев (1912 – ?), български комунист, деец на ВМРО (обединена)
- Георги Петров Плянгов (1840 – 1912), български църковен деец
- Гьорче Попангелов (1881 – 1951), български общественик, председател на Петричкия окръжен съвет (1922 – 1931)
- Димитър Амов, български свещеник и учител[23]
- Димитър Канелов, служител в българската администрация в Лъгадинско през Балканската война, касиер на Лъгадинското езеро[24]
- Димитър Попангелов, български учител и революционер
- свещеник Дойчин (Дойчо) Запрев, екзархийски архиерейски наместник в Гюмюрджина[25]
- Дякон Козма (? – 1903), деец на ВМОРО, загинал на 6 юли 1903 година край Беловодица[26]
- Захария Шолков, свещеник в Сяр, на 14 септември 1875 година служи на български, заради което е изгонен от града[27]
- Константин Димитров Воловаров, български духовник, архимандрит
- Константин Джоджов (1883 – 1903), български революционер
- Константинос Яфкас (Κωνσταντίνος Γιάφκας), гръцки андартски деец, агент от трети ред[28]
- Константинос Маврудис (Κωνσταντίνος Μαυρουδής), гръцки андартски деец, агент от втори ред[28]
- Коста Сандев (1883 – 1923), български революционер комунист, убит по време на Септемврийското въстание
- Лазар Илиев Гайдев, македоно-одрински опълченец, 20 (21)-годишен, работник, земеделец, неграмотен, 2 и 4 рота на 3 солунска дружина, починал на 20 юни 1913 година, носител на орден „За храброст“[29]
- Методий Охридски (светско име Георги Щерев, 1866 – 1909), български духовник и охридски митрополит
- Методий Димитров Воловаров (1848 – след 1921), български духовник и благодетел
- Петър Димитров Воловаров (1841 – 1895), български църковен и просветен деец, революционер
- Петър Сучев, деец на ВМРО, бежанец в Крупник, според Иван Михайлов: „Тактиченъ, буденъ, симпатиченъ човѣкъ. Вѣренъ на Дѣлото“.[30]
- Порчо П. Ангелов, македоно-одрински опълченец, 1 рота на Лозенградската партизанска дружина, убит на 26 октомври 1912 година[31]
- Тодор Попгеоргиев Плянгов, български просветен деец, участвал в Балканската, Междусъюзническата и Първата световна война[19]
- Христо Мировенски (1903 – след 1944), български лекар, работил в Свиленград, арестуван, изтезаван и убит в милицията след Деветосептемврийския преврат[32]